# Deutsche Marine
La Marine allemande, en allemand Deutsche Marine, est la marine de guerre de la République fédérale d’Allemagne. Elle était appelée Bundesmarine (« Marine fédérale ») jusqu’à la réunification, en 1990. Son effectif en 2017 est de 16 000 marins.

## Histoire
La Marine allemande d'aujourd'hui trouve ses racines dans la Reichsflotte, la flotte du Reich de la période révolutionnaire de 1848 à 1852, et plus directement dans la Marine prussienne qui évolue en « Marine fédérale de l'Allemagne du Nord », Norddeutsche Bundesmarine (de 1866 à 1871) avec la création de la Confédération de l'Allemagne du Nord. Elle devient ensuite la Kaiserliche Marine, la marine impériale allemande (de 1872 à 1918), à l’époque de l’Empire allemand. Se lançant dans une concurrence audacieuse avec la flotte britannique, le Kaiser Guillaume II, avec le concours du Grand-Amiral von Tirpitz, s'intéresse de près au progrès de la marine impériale.
En septembre 1917, des centaines de marins se rassemblent à terre pour réclamer la paix. Après une rapide procédure judiciaire, plusieurs d'entre eux sont condamnés à mort et exécutés. Si leur mémoire sera longtemps honorée en Allemagne de l'Est, ils tombent dans l'oubli après la réunification. De 1919 à 1921, la marine porte le nom de « Marine temporaire du Reich » (Vorläufige Reichsmarine) puis devient la Reichsmarine, la marine nationale du Reich, sous le régime de la République de Weimar. Deux ans après son accession au pouvoir, Hitler la renomme Kriegsmarine, « marine de guerre », en 1935, nom qu'elle garde jusqu'à la fin du Troisième Reich en 1945. Après la défaite de mai 1945, toutes les forces armées allemandes sont officiellement dissoutes en 1946, la Marine y compris.
En 1956, avec l'entrée de l'Allemagne de l'Ouest dans l'OTAN, une nouvelle marine est créée qui porte le nom de Bundesmarine, Marine fédérale. Lors de la réunification allemande en 1990, elle devient simplement la Deutsche Marine, la Marine allemande. La Volksmarine, la  « Marine du peuple », de l'ancienne République démocratique allemande est dissoute à cette occasion.
Les 26 et 27 février 2024, lors de l'opération Aspide, la frégate Hessen effectue les premières utilisations d'armes réelles au combat de la Deutsche Marine ratant d'abord un drone non identifié se révélant américain puis en abattant deux drones aériens Houthis visant le trafic maritime en mer Rouge.

## Organisation actuelle
En 2020, la marine allemande est composée de 65 navires totalisant 220 000 tonnes. Principalement armée de six sous-marins, 10 frégates et 5 corvettes, elle dispose également de 54 aéronefs.
Le commandement, basé à Rostock, est divisé en cinq départements. Le département des opérations, le département de planification, le département de formation et d’entraînement, le département de soutien et le département médical. Les forces navales sont réparties en 2 flottilles (Einsatzflottille) et un commandement de l'aéronavale.

### Structure

Cocarde de la Deutsche Marine.

- Quartier Général de la Marine (Marinekommando) basé à Rostock.
  - Einsatzflottille 1 basé à Kiel
    - 1re escadre  de corvettes (1. Korvettengeschwader) basé à Warnemünde.
    - 1re escadrille de sous-marins (1. Ubootgeschwader) basé à Eckernförde.
    - Centre d’entraînement de sous-marins (Ausbildungszentrum Unterseeboote) basé à Eckernförde.
    - 3e escadre de chasseurs de mines (3. Minensuchgeschwader) basé à Kiel.
    - 5e escadre de chasseurs de mines (5. Minensuchgeschwader) basé à Kiel.
    - Bataillon maritime (Seebataillon) basé à Eckernförde.
    - Commandement des forces spéciales de la marine (Kommando Spezialkräfte Marine) basé à Eckernförde.
    - Commandement de la base navale de Kiel (Marinestützpunktkommando)
    - Commandement de la base navale de Eckernförde
    - Commandement de la base navale de Warnemünde

  - Einsatzflottille 2 basé à Wilhelmshaven
    - 2e escadre  de frégates (2. Fregattengeschwader) basé à Wilhelmshaven.
    - 4e escadre  de frégates (4. Fregattengeschwader) basé à Wilhelmshaven.
    - Escadre de soutien (Trossgeschwader) basé à Wilhelmshaven.
    - Commandement de la base navale de Wilhelmshaven.

  - Commandement de l'aéronavale (Marinefliegerkommando) basé à Nordholz.
    - 3e escadron de l'aéronavale (Marinefliegergeschwader 3) basé à Nordholz.
    - 5e escadron de l'aéronavale  (Marinefliegergeschwader 5) basé à Nordholz.

  - Commandement de soutien naval (Marineunterstützungskommando — MUKdo)
  - Institut médical de la marine (Schiffahrtsmedizinisches Institut) basé à Kiel.
  - Commandement de formation de d’entraînement 
    - Académie navale (Marineschule Mürwik) basé à Flensbourg.
    - École de sergent de la marine (Marineunteroffiziersschule) basé à Plön.
    - École d'ingénieurs de la marine (Marinetechnikschule) basé à Parov.
    - École des opérations navales (Marineoperationsschule) basé à Bremerhaven.
    - Centre d’entraînement de contrôle des dégâts (Ausbildungszentrum für Schiffssicherung) basé à Neustadt in Holstein.

### Navires

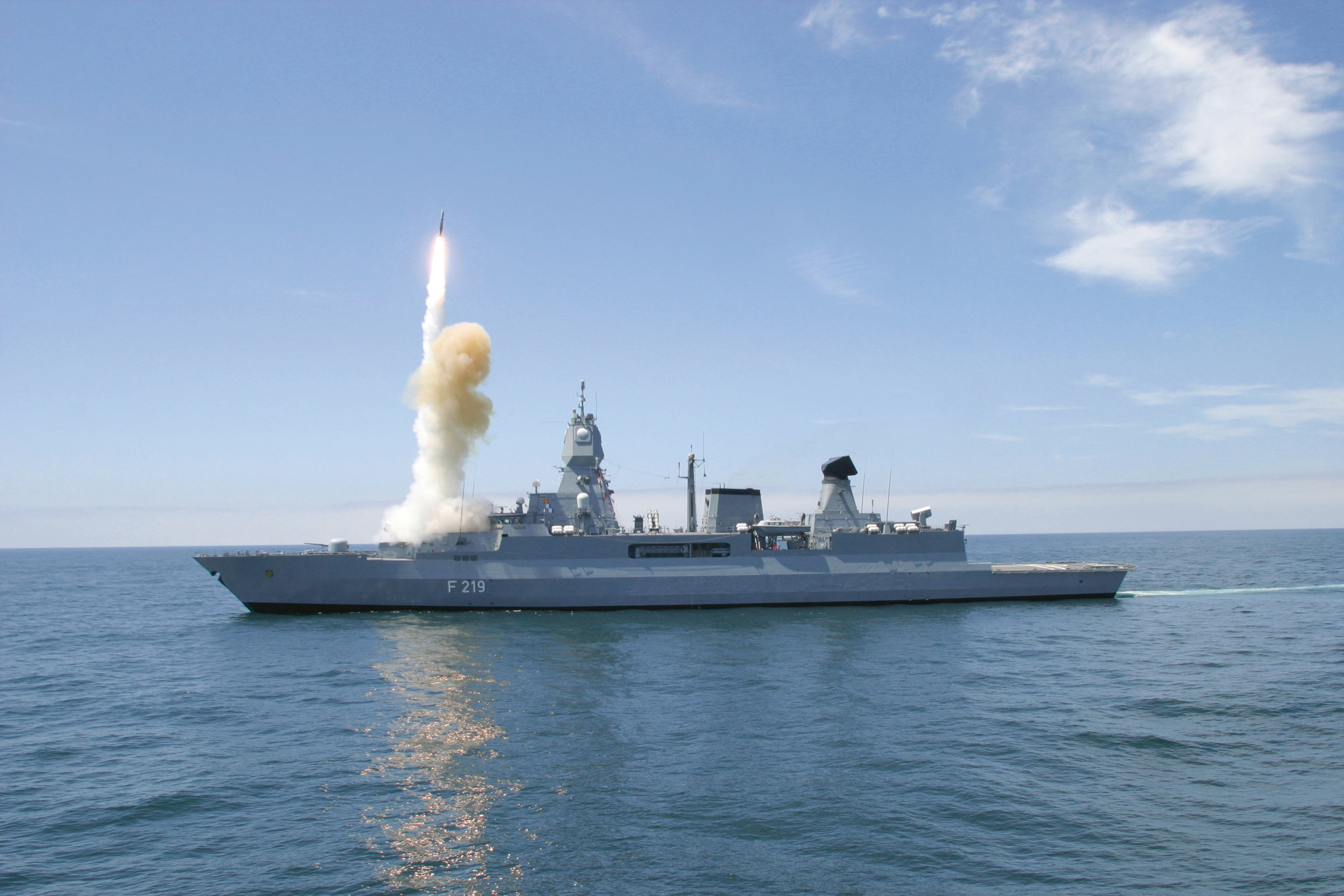
La frégate Sachsen tirant un missile SM-2.

Les forces combattantes sont équipées d'équipements modernes (frégates Baden-Württemberg et corvettes Braunschweig) mais les navires auxiliaires sont plus âgés (chasseurs de mines, remorqueurs). En 2010, des discussions avec le Danemark prévoyaient la construction de navires d'assaut amphibie utilisés conjointement par les marines danoise et allemande, mais les discussions n'ont pas abouti. Néanmoins, depuis 2016, la marine allemande déploie régulièrement son infanterie de marine (Seebataillon) à bord du Karel Doorman de la marine néerlandaise.
Ordre de bataille en 2024 :
- 6 sous-marins de type 212[4]
- 4 frégates de classe Baden-Württemberg[5]
- 3 frégates de classe Sachsen[6]
- 4 frégates de classe Brandenburg[7]
- 5 corvettes de classe Braunschweig[8] (+ 5 autres d'ici 2025)[9]
- 2 dragueurs de mines de classe Ensdorf
- 10 chasseurs de mines de classe Frankenthal[10]
- 3 ravitailleurs de classe Berlin[11]
- 2 pétroliers ravitailleurs de classe Rhön[12]
- 6 tender de classe Elbe[13]
- 3 navires ROEM de classe Oste[14]
- 1 bateau de recherche de classe Planet[15]
- 1 voilier-école de classe Gorch Fock[16]
- 2 Remorqueur océanique "Rügen",  "Borkum"[17]

### Aviation

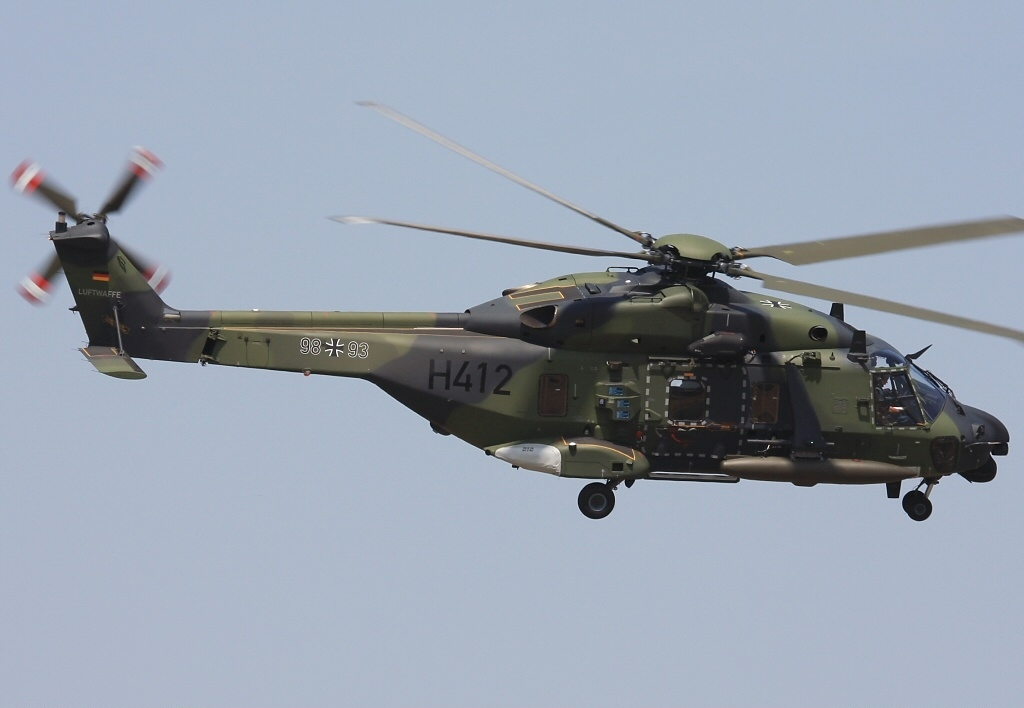
NH90 de l'armée allemande.

L'aéronavale allemande dispose de 2 Lockheed P-3 Orion pour la patrouille maritime et de 18 NH90 NTH Sea Lion pour les opérations de sauvetage. Pour la lutte ASM, 22 Lynx sont en service.
| Principaux aéronefs de la marine allemande en 2024 |                              |                   |
| Aéronefs                                           | Type                         | Nombre en service |
| Westland Lynx                                      | hélicoptère multirôle        | 22                |
| NH90                                               | hélicoptère de transport     | 18                |
| Lockheed P-3 Orion                                 | Avion de patrouille maritime | 2                 |
| Dornier 228                                        | Avion de patrouille maritime | 2                 |

### Forces terrestres

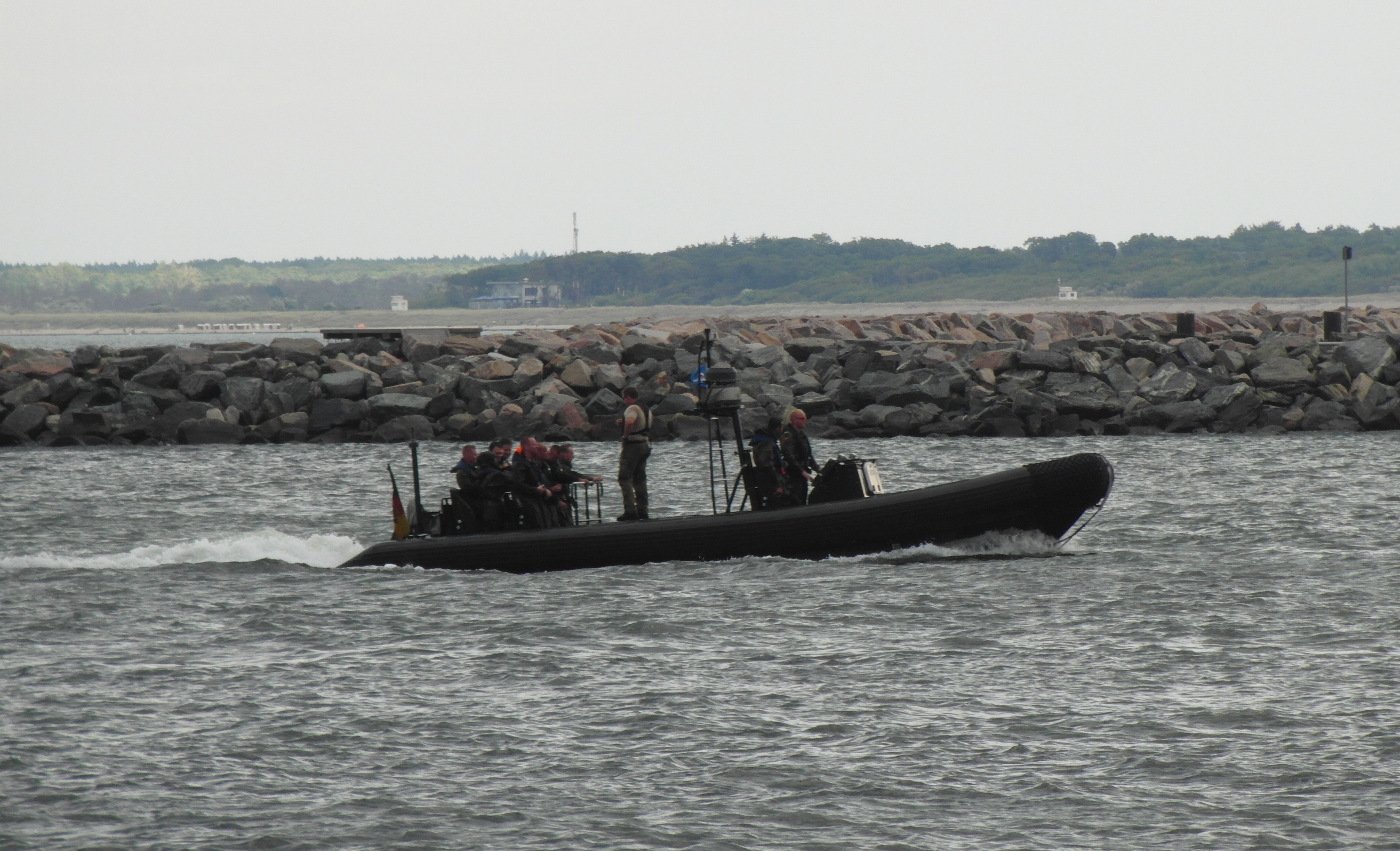
Kampfschwimmer

Les forces terrestres de la marine allemande sont composées de 1 100 hommes. Elles sont divisées en un bataillon maritime (Seebataillon 800 hommes) déployé à bord du Karel Doorman et un groupe de nageurs de combat (Kampfschwimmer). Ces forces participent à des opérations terrestres à partir de la mer, d'intervention en mer dans le cadre des missions de sauvegarde, des opérations de forces spéciales, de la protection des sites sensibles.

## Futur
Fin 2023, la construction de 4 nouvelles frégates de la classe F126 a été lancée. Il existe une option pour 2 frégates supplémentaires. Trois navires de reconnaissance de la classe 424 sont également en construction pour succéder à la classe Oste et deux navires de ravitaillement de la classe 707 doivent remplacer la classe Rhön. 5 corvettes supplémentaires de la classe Braunschweig devraient entrer en service à partir de 2025. Ces entrées en service semblent montrer une augmentation relative des équipements de marine allemande. L'aéronavale verra le remplacement de ses Lynx par des NH90 pour compléter le remplacement déjà programmé des Sea King.